# Гобер, Андре
Андре́ Мори́с Анри́ Гобе́р (фр. André Maurice Henri Gobert; 30 сентября 1890, Париж — 6 декабря 1951, там же) — французский теннисист-любитель.
- Двукратный чемпион Олимпийских игр 1912 года (в одиночном и парном разряде в помещении)
- Чемпион мира 1919 года на крытых кортах в одиночном и парном разряде, двукратный чемпион мира на грунтовых кортах в парном разряде
- Чемпион Франции 1911 и 1920 года в одиночном разряде
- Победитель Уимблдонского турнира 1911 года в мужском парном разряде (с Максом Декюжи)

## Игровая карьера
Начав выступления в любительских теннисных турнирах в 1909 году, с 1911 года Андре Гобер уже являлся одним из ведущих теннисистов Франции, став победителем её внутреннего чемпионата после выигрыша в раунде вызова у Мориса Жермо. Он также стал чемпионом Франции в миксте. На Уимблдонском турнире того же года Гобер со старшим соотечественником Максом Декюжи стал чемпионом в мужском парном разряде. На следующий год он дошёл там до финала турнира претендентов в одиночном разряде (уступив многократному чемпиону Артуру Гору), а в парном финале с Декюжи проиграл местной паре Чарльз Диксон-Герберт Ропер Барретт. Этот год был ознаменован для Гобера двойным титулом, завоёванным на Олимпийских играх в Стокгольме: французский теннисист первенствовал в теннисном турнире на крытых кортах как в одиночном разряде, так и в паре с Морисом Жермо.
В 1913 году Гобер дошёл до финала чемпионата мира на твёрдых (грунтовых) кортах, проводившегося во Франции. В финале его в четырёхсетовом поединке остановил лучший теннисист мира этого года — австралиец Энтони Уилдинг. Последний предвоенный год не принёс ему никаких значительных успехов, но по окончании мировой войны Гобер в 1919 году вернулся в мировую теннисную элиту, выиграв чемпионат мира на крытых кортах в Париже (в одиночном разряде и в паре с Вильямом Лоренцом) и дойдя до четвертьфинала на Уимблдоне, где его вывел из борьбы лучший игрок сезона Джеральд Паттерсон. В августе Гобер представлял сборную Франции в Международном кубке вызова (ныне известном как Кубок Дэвиса). Его победы в первый и второй дни финального матча со сборной Британских островов позволили французам сохранить преимущество в счёте, но в третий день он проиграл Алджернону Кингскотту, и французская команда уступила с общим счётом 3:2. Успехи 1919 года обеспечили Гоберу третье место в списке десяти лучших теннисистов мира, ежегодно составлявшемся А. Уоллисом Майерсом в газете Daily Telegraph; впереди него в иерархии были только Паттерсон и американец Билл Джонстон, разделившие первое место.
В 1920 году Гобер второй раз проиграл финальный матч чемпионата мира на твёрдых кортах в одиночном разряде Лоренцу, но реабилитировался в парном, где эти двое представителей Франции, как и за год до этого на крытых кортах, играли вместе. Гобер также во второй раз стал чемпионом Франции. Ещё одну победу на чемпионате мира на твёрдых кортах они с Лоренцем одержали в 1921 году, и в этот же год Гобер сыграл свой последний финал в одиночном разряде на чемпионате Франции, на сей раз проиграв Жану Самазеилю. После этого успехи Гобера пошли на спад, но он ещё показывал достойные результаты, в частности пробившись в финал чемпионата Франции на крытых кортах 1925 года, где лишь в пяти сетах отдал победу молодому Рене Лакосту. Также в 1925 году он вышел в четвертьфинал чемпионата Франции, впервые проводившегося как международный турнир.

## Стиль игры
Младший современник Гобера, знаменитый американский теннисист Билл Тилден, называл игру француза «изумительно отшлифованной» и полагал, что в своей лучшей форме тот непобедим, но в то же время отмечал, что у того случаются и посредственные игры. По словам Тилдена, Гобер был «одновременно наслаждением и разочарованием для исследователя тенниса».
Тилден пишет, что подача Гобера была одной из лучших в мире для того времени. Благодаря высокому росту (193 см) и длинным рукам француз имел возможность подавать простую, практически не крученую подачу с такой силой, что когда она попадала в корт, у него были отличные шансы выиграть очко. При этом, однако, Гоберу не хватало уверенности в своей подаче, и если соперник с ней справлялся, то он начинал подавать слабо и мягко, добровольно отказываясь от лучшего оружия в своём арсенале. Тилден высоко оценивает и удары Гобера с игры, называя их идеальными. Хорошая спортивная форма, рост и длинные руки превращали Гобера в особенно опасного противника в игре у сетки, где его практически невозможно было пройти, поскольку он доставал любой мяч — в том числе и свечки, бывшие тогда основным оружием против любителей игры у сетки. Самым слабым местом Гобера, которого Тилден называл лучшим игроком мира во всём, что касалось ударов и передвижения по корту, были не его спортивная форма и не класс игры, а нехватка уверенности в себе и лёгкость, с которой он сдавал игры, непонятная у героя мировой войны и списываемая Тилденом на излишнюю эмоциональность.

## Основные финалы за карьеру

### Одиночный разряд
| Результат | Год  | Турнир                                             | Соперник в финале | Счёт в финале      |
| --------- | ---- | -------------------------------------------------- | ----------------- | ------------------ |
| Победа    | 1912 | Олимпийские игры, Стокгольм, Швеция                | Чарльз Диксон     | 8-6, 6-4, 6-4      |
| Поражение | 1913 | Чемпионат мира на твёрдых кортах, Сен-Клу, Франция | Энтони Уилдинг    | 3-6, 3-6, 6-1, 4-6 |
| Победа    | 1919 | Чемпионат мира на крытых кортах, Париж, Франция    | Макс Декюжи       | 8-6, 6-4, 6-4      |
| Поражение | 1920 | Чемпионат мира на твёрдых кортах, Сен-Клу (2)      | Вильям Лоренц     | 7-9, 2-6, 6-3, 2-6 |

### Парный разряд
| Результат | Год  | Турнир                                             | Партнёр       | Соперники в финале                  | Счёт в финале           |
| --------- | ---- | -------------------------------------------------- | ------------- | ----------------------------------- | ----------------------- |
| Победа    | 1911 | Уимблдонский турнир                                | Макс Декюжи   | Джозайя Ричи Энтони Уилдинг         | 9-7, 5-7, 6-3, 2-6, 6-2 |
| Победа    | 1912 | Олимпийские игры, Стокгольм, Швеция                | Морис Жермо   | Карл Кемпе Гуннар Сеттервалль       | 14-12, 6-2, 6-4         |
| Поражение | 1912 | Уимблдонский турнир                                | Макс Декюжи   | Герберт Ропер Барретт Чарльз Диксон | 6-3, 3-6, 4-6, 5-7      |
| Победа    | 1919 | Чемпионат мира на крытых кортах, Париж, Франция    | Вильям Лоренц | Николае Мишу Х. Портлок             | 6-1, 6-0, 6-2           |
| Победа    | 1920 | Чемпионат мира на твёрдых кортах, Сен-Клу, Франция | Вильям Лоренц | Сесил Блэкберд Николае Мишу         | 6-4, 6-2, 6-1           |
| Победа    | 1921 | Чемпионат мира на твёрдых кортах, Сен-Клу          | Вильям Лоренц | Пьер Альбаран Ален Жербо            | 6-4, 6-2, 6-8, 6-2      |

## Финалы Международного кубка вызова
Поражение (1)
| Год  | Место проведения | Покрытие | Команда             | Соперник в финале                                                    | Счёт |
| ---- | ---------------- | -------- | ------------------- | -------------------------------------------------------------------- | ---- |
| 1918 | Довиль, Франция  | Грунт    | А. Гобер, В. Лоренц | Великобритания: П. Дэвисон, А. Кингскотт, Г. Р. Барретт, Н. Тёрнбулл | 2:3  |